# Sergio Gallardo
Sergio Gallardo (ur. 22 marca 1979) – hiszpański lekkoatleta, średniodystansowiec.

## Osiągnięcia
| Rok  | Zawody                                         | Miejsce                     | Pozycja | Dystans |
| ---- | ---------------------------------------------- | --------------------------- | ------- | ------- |
| 2001 | Uniwersjada                                    | Pekin, Chiny                | 5       | 1500 m  |
| 2001 | Młodzieżowe mistrzostwa Europy w lekkoatletyce | Amsterdam, Holandia         | 3       | 1500 m  |
| 2004 | Halowe Mistrzostwa Świata                      | Budapeszt, Węgry            | 5       | 3000 m  |
| 2006 | Halowe Mistrzostwa Świata                      | Moskwa, Rosja               | 5       | 1500 m  |
| 2006 | Superliga Pucharu Europy                       | Málaga, Hiszpania           | 1       | 3000 m  |
| 2006 | Mistrzostwa Europy                             | Göteborg, Szwecja           | 5       | 1500 m  |
| 2007 | Halowe Mistrzostwa Europy                      | Birmingham, Wielka Brytania | 2       | 1500 m  |

### Rekordy życiowe
- 800 metrów - 1:46.65 (2001)
- 1000 metrów - 2:18.50 (2006)
- 1500 metrów - 3:33.43 (2007)
- 1 mila - 3:52.85 (2007)
- 3000 metrów - 7:44.15 (2005)
- 800 metrów (hala) – 1:48.12 (2002)
- 1500 metrów (hala) – 3:37.47 (2007)
- 3000 metrów (hala) – 7:48.27 (2004)